# Obława w Nancy
Obława w Nancy – operacja wymierzona w Żydów zamieszkałych w Nancy, przeprowadzona w ramach szerszej akcji zatrzymań Żydów o kryptonimie Wiosenny wiatr. Polegała na kierowaniu ich do obozów przejściowych w Drancy, Beaune-la-Rolande i Gurs, z których byli oni wywożeni do obozów zagłady poza Francją, przede wszystkim do Auschwitz-Birkenau. W ramach tej samej akcji przeprowadzono szereg podobnych obław w różnych miastach Francji, w tym największą – obławę Vel d’Hiv w Paryżu.
Dzięki działaniom szefa policji Édouarda Vignerona, jego zastępcy Pierre’a Marie oraz pięciu innych policjantów, udało się uratować przed aresztowaniem większość Żydów mieszkających w Nancy. Z ogólnej liczby 385 Żydów mieszkających w Nancy tylko 32 zostało wówczas zatrzymanych.

## Przebieg

### Przed obławą
Wojska niemieckie weszły do Nancy 18 czerwca 1940, w cztery dni później miasto znalazło się w strefie „zaludnienia niemieckiego”.
18 lipca 1942 Édouard Vigneron, szef wydziału ds. cudzoziemców w policji w Nancy, dowiedział się, że na dzień następny planowana jest generalna obława na Żydów, w której udział mieli wziąć również francuscy policjanci. Wówczas zebrał on wszystkich swoich podwładnych i nakazał im udać się do domów Żydów, poinformować o niebezpieczeństwie, a w razie potrzeby udzielić schronienia lub pomocy w wyjeździe do wolnej strefy. Zatrudnieni w wydziale ds. cudzoziemców mieli pełne informacje o potencjalnych ofiarach obławy, gdyż wszyscy Żydzi z Nancy mieli obowiązek regularnie przedłużać u nich zezwolenie na pobyt we Francji, a komisariat prowadził ich kartoteki.
Zastępca Vignerona, Pierre Marie, osobiście nadzorował działania pięciu podwładnych. Odwiedzali oni domy Żydów, informowali o niebezpieczeństwie i przekazywali fałszywe dokumenty. W razie potrzeby policjanci odprowadzali ich na stację kolejową i pilnowali, by mogli wyjechać z Nancy. Charles Bouy, szeregowy policjant, razem ze swoją żoną Octavie ukrywał dwie żydowskie rodziny.

### Obława
19 lipca faktycznie w Nancy pojawiło się Gestapo, które razem z miejscową policją rozpoczęło poszukiwania Żydów. Aresztowano jednak tylko 32 osoby, które nie uwierzyły w przekazane przez podwładnych Vignerona informacje o obławie lub też nie zdołały znaleźć kryjówki.
W związku z nieodnalezieniem przez Gestapo większości poszukiwanych Żydów musiał zostać odwołany planowany transport do obozu, jednak hitlerowcy rozpoczęli śledztwo mające ustalić przyczyny fiaska akcji. Ze względu na podejrzenia wobec Vignerona został on aresztowany i uwięziony we Fresnes. Sami hitlerowcy nie byli jednak przekonani co do roli policjanta i zrezygnowali z wytoczenia mu procesu. Po wyzwoleniu został formalnie zrehabilitowany i w 1951 przeszedł na emeryturę.
Édouard Vigneron, Pierre Marie, Charles Bouy, François Pinot i Charles Thouron otrzymali za swoje działania w Nancy tytuły Sprawiedliwych wśród Narodów Świata.